# Johann Christoph Meyer
Johann Christoph Meyer (* 22. September 1752 in Einbeck; † 13. Mai 1821 in St. Petersburg) war ein deutsch-russischer Kaufmann und Bankier.

## Familie
Johann Christoph Meyer wurde als jüngstes Kind des Gerhard Ludwig Meyer, Gastwirt „Zum Kronprinzen“, Weinhändler und Apotheker in Einbeck und seiner Ehefrau Ilse Catharina Bäcker in Einbeck, Königreich Hannover, geboren. Er blieb unverheiratet. Sein Schwager war der Ratsapotheker und Bergkommissar Johann Christoph Ilsemann in Clausthal.

## Leben
Bereits in jungen Jahren wanderte Meyer nach St. Petersburg aus. Er war zunächst in einem bedeutenden Bankhaus mit Sitz in London sowie St. Petersburg angestellt und brachte es in seinem späteren Geschäftsleben zu großem Wohlstand. In den Jahren 1810 bis 1820 nahm sein Bankgeschäft eine führende Rolle in Russland ein. Seine wichtigsten Positionen und Beteiligungen waren:
- Großkaufmann in St. Petersburg
- Mitglied des Kreditrats
- Kaufmann 1. Gilde Narva
- Ritter des Königlich-Hannoverschen Guelfen-Orden
- Inhaber des Bank- und Handelshauses Meyer & Brüxner (ab 30. April 1809), Meyer, Brüxner & Co. (von 1819 bis zur Auflösung 1842), St. Petersburg
- Teilhaber des Bank- und Handelshauses A. Thomsen, G. Peters & Co., London und St. Petersburg
- Teilhaber der Zuckerfabrik Stieglitz & Meyer, St. Petersburg

Als Napoleon im Juni 1812 die Memel, Preußens Grenze seit 1795, überschritt und damit in russisches Territorium eindrang, war Meyer mit 50.000 Rubel mit Abstand der bedeutendste Spender zur Finanzierung des Milizaufgebots der Stadt St. Petersburg.
Im Jahre 1817 litt seine Heimatstadt Einbeck unter einer großen Missernte. Meyer schickte beträchtliche Vorräte an Roggen und ließ das Korn an die Armen austeilen, die damit bis zur nächsten Ernte versorgt waren. Ferner vermachte er per Legat der Schule in Einbeck einen Betrag von 10.000 Reichstalern Gold.
Seine Grabstelle befindet sich auf dem Evangelisch-Lutherischen Smolenski-Friedhof in St. Petersburg.